# Ga chợ Bupyeong
Ga chợ Bupyeong là ga tàu điện ngầm trên Tuyến 1 của Tàu điện ngầm Incheon.

## Bố trí ga
| Văn phòng Bupyeong-gu ↑ |
| \| N/B                  |
| ↓ Bupyeong              |

| Hướng Bắc | ● Incheon tuyến 1 | ← Hướng đi Gyeyang                             |
| Hướng Nam | ● Incheon tuyến 1 | → Hướng đi Công viên lễ hội ánh trăng Songdo → |

## Vùng lân cận
- Lối thoát 1: Bưu điện Bupyeong, trường tiểu học Bupyeong Dong, trường trung học Bupyeong, trường phổ thông Bupyeong, trường phổ thông Buk Incheon Jeongbo Sanup
- Lối thoát 2: Chợ Bupyeong
- Lối thoát 3: Văn phòng giáo dục Bukbu, trường tiểu học Bupyeong Seo
- Lối thoát 4: Trường phổ thông nữ sinh Bupyeong, bệnh viện Bupyeong Joongang